# Temporada 2022 del Campeonato Mundial de Supersport 300
La Temporada 2022 del Campeonato Mundial de Supersport 300 fue la sexta temporada del Campeonato Mundial de Supersport 300. La temporada comenzó con una fecha doble en el MotorLand Aragón el fin de semana del 9 al 10 de abril y terminó en el Autódromo Internacional do Algarve el fin de semana del 8 al 9 de octubre.

## Calendario y resultados
El 25 de noviembre de 2021, Dorna y la FIM hicieron público el calendarío provisional para 2022.
| Calendario 2022 | Calendario 2022 | Calendario 2022 | Calendario 2022                       | Calendario 2022  | Calendario 2022 | Calendario 2022 | Calendario 2022   | Calendario 2022                        |
| Ronda           | Ronda           | País            | Circuito                              | Fecha            | Superpole       | Vuelta Rápida   | Piloto ganador    | Equipo ganador                         |
| --------------- | --------------- | --------------- | ------------------------------------- | ---------------- | --------------- | --------------- | ----------------- | -------------------------------------- |
| 1               | R1              | Aragón          | MotorLand Aragón                      | 9 de abril       | Marc García     | Marc García     | Marc García       | Yamaha MS Racing                       |
| 1               | R2              | Aragón          | MotorLand Aragón                      | 10 de abril      | Marc García     | Matteo Vannucci | Álvaro Díaz       | Arco Motor University Team             |
| 2               | R1              | Países Bajos    | TT Circuit Assen                      | 23 de abril      | Victor Steeman  | Samuel Di Sora  | Victor Steeman    | MTM Kawasaki                           |
| 2               | R2              | Países Bajos    | TT Circuit Assen                      | 24 de abril      | Victor Steeman  | Yuta Okaya      | Hugo De Cancellis | Prodina Racing WorldSSP300             |
| 3               | R1              | Portugal        | Autódromo do Estoril                  | 21 de mayo       | Yuta Okaya      | Samuel Di Sora  | Marc García       | Yamaha MS Racing                       |
| 3               | R2              | Portugal        | Autódromo do Estoril                  | 22 de mayo       | Yuta Okaya      | Petr Svoboda    | Samuel Di Sora    | Leader Team Flembbo                    |
| 4               | R1              | Italia          | Misano World Circuit Marco Simoncelli | 11 de junio      | Matteo Vannucci | Victor Steeman  | Matteo Vannucci   | AG Motorsport Italia Yamaha            |
| 4               | R2              | Italia          | Misano World Circuit Marco Simoncelli | 12 de junio      | Matteo Vannucci | Lennox Lehmann  | Álvaro Díaz       | Arco Motor University Team             |
| 5               | R1              | República Checa | Autodrom Most                         | 30 de julio      | Kevin Sabatucci | Marc García     | Marc García       | Yamaha MS Racing                       |
| 5               | R2              | República Checa | Autodrom Most                         | 31 de julio      | Kevin Sabatucci | Victor Steeman  | Victor Steeman    | MTM Kawasaki                           |
| 6               | R1              | Francia         | Circuit de Nevers Magny-Cours         | 10 de septiembre | Victor Steeman  | Matteo Vannucci | Matteo Vannucci   | AG Motorsport Italia Yamaha            |
| 6               | R2              | Francia         | Circuit de Nevers Magny-Cours         | 11 de septiembre | Victor Steeman  | Matteo Vannucci | Victor Steeman    | MTM Kawasaki                           |
| 7               | R1              | Cataluña        | Circuit de Barcelona-Catalunya        | 24 de septiembre | Victor Steeman  | Mirko Gennai    | Yuta Okaya        | MTM Kawasaki                           |
| 7               | R2              | Cataluña        | Circuit de Barcelona-Catalunya        | 25 de septiembre | Victor Steeman  | Victor Steeman  | Victor Steeman    | MTM Kawasaki                           |
| 8               | R1              | Portugal        | Algarve International Circuit         | 8 de octubre     | Dirk Geiger     | Samuel Di Sora  | Dirk Geiger       | Fusport-RT Motorsports by SKM-Kawasaki |
| 8               | R2              | Portugal        | Algarve International Circuit         | 9 de octubre     | Dirk Geiger     | Mirko Gennai    | Mirko Gennai      | Team BrCorse                           |

## Pilotos y equipos
El 25 de enero de 2022, la FIM dio a conocer la lista de equipos inscriptos para la temporada 2022.
| Parrilla 2022                            | Parrilla 2022 | Parrilla 2022 | Parrilla 2022 | Parrilla 2022            | Parrilla 2022 |
| Equipo                                   | Constructor   | Moto          | No.           | Piloto                   | Rondas        |
| ---------------------------------------- | ------------- | ------------- | ------------- | ------------------------ | ------------- |
| AD78 Team Brasil by MS Racing            | Yamaha        | YZF-R3        | 12            | Humberto Maier           | Todas         |
| AD78 Team Brasil by MS Racing            | Yamaha        | YZF-R3        | 39            | Enzo Valentim García     | 3, 7-8        |
| AD78 Team Brasil by MS Racing            | Yamaha        | YZF-R3        | 87            | Ton Kawakami             | 1-2, 4-6      |
| MTM Kawasaki                             | Kawasaki      | Ninja 400     | 7             | Máté Számadó             | 6             |
| MTM Kawasaki                             | Kawasaki      | Ninja 400     | 61            | Yuta Okaya               | Todas         |
| MTM Kawasaki                             | Kawasaki      | Ninja 400     | 72            | Victor Steeman           | Todas         |
| MTM Kawasaki                             | Kawasaki      | Ninja 400     | 77            | Ruben Bijman             | 1-5, 7-8      |
| Viñales Racing Team                      | Yamaha        | YZF-R3        | 47            | Fenton Seabright         | Todas         |
| Viñales Racing Team                      | Yamaha        | YZF-R3        | 93            | Marco Gaggi              | 1-6, 8        |
| Viñales Racing Team                      | Yamaha        | YZF-R3        | 95            | Adolfo Delgado           | 7             |
| Kawasaki GP Project                      | Kawasaki      | Ninja 400     | 59            | Alessandro Zanca         | Todas         |
| Kawasaki GP Project                      | Kawasaki      | Ninja 400     | 85            | Kevin Sabatucci          | Todas         |
| Team BrCorse                             | Yamaha        | YZF-R3        | 18            | Indy Offer               | 1-5           |
| Team BrCorse                             | Yamaha        | YZF-R3        | 21            | Filippo Rovelli          | 6             |
| Team BrCorse                             | Yamaha        | YZF-R3        | 26            | Mirko Gennai             | Todas         |
| Team BrCorse                             | Yamaha        | YZF-R3        | 57            | Aldi Satya Mahendra      | 7             |
| Team BrCorse                             | Yamaha        | YZF-R3        | 89            | Wahyu Nugroho            | 8             |
| Freudenberg KTM - Paligo Racing          | KTM           | RC 390 R      | 28            | Lennox Lehmann           | Todas         |
| Team Trasimeno                           | Yamaha        | YZF-R3        | 34            | Gasper Hudovernik        | 1             |
| Team#109 Kawasaki                        | Kawasaki      | Ninja 400     | 43            | Harry Khouri             | Todas         |
| Team#109 Kawasaki                        | Kawasaki      | Ninja 400     | 88            | Daniel Mogeda            | Todas         |
| AG Motorsport Italia Yamaha              | Yamaha        | YZF-R3        | 91            | Matteo Vannucci          | Todas         |
| Leader Team Flembbo                      | Kawasaki      | Ninja 400     | 23            | Sylvain Markarian        | Todas         |
| Leader Team Flembbo                      | Kawasaki      | Ninja 400     | 46            | Samuel Di Sora           | Todas         |
| Leader Team Flembbo                      | Kawasaki      | Ninja 400     | 94            | Loris Chaidron           | 6             |
| Accolade Smrž Racing                     | Kawasaki      | Ninja 400     | 35            | Yeray Saiz Márquez       | Todas         |
| Accolade Smrž Racing                     | Kawasaki      | Ninja 400     | 53            | Petr Svoboda             | 1-6           |
| Accolade Smrž Racing                     | Kawasaki      | Ninja 400     | 73            | José Luis Pérez González | 5-8           |
| ProGP Racing                             | Yamaha        | YZF-R3        | 13            | Devis Bergamini          | 8             |
| ProGP Racing                             | Yamaha        | YZF-R3        | 80            | Gabriele Mastroluca      | 1-7           |
| ProGP Racing                             | Yamaha        | YZF-R3        | 81            | Iaonnis Peristeras       | 2-8           |
| Prodina Racing WorldSSP300               | Kawasaki      | Ninja 400     | 8             | Bruno Ieraci             | Todas         |
| Prodina Racing WorldSSP300               | Kawasaki      | Ninja 400     | 25            | Mattia Martella          | 4             |
| Prodina Racing WorldSSP300               | Kawasaki      | Ninja 400     | 64            | Hugo De Cancellis        | Todas         |
| Yamaha MS Racing                         | Yamaha        | YZF-R3        | 2             | Iker García Abella       | Todas         |
| Yamaha MS Racing                         | Yamaha        | YZF-R3        | 41            | Marc García              | Todas         |
| SMW Racing                               | Kawasaki      | Ninja 400     | 10            | Davide Conte             | 2             |
| SMW Racing                               | Kawasaki      | Ninja 400     | 14            | Álex Millán              | 1, 3-8        |
| SMW Racing                               | Kawasaki      | Ninja 400     | 58            | Iñigo Iglesias           | Todas         |
| Füsport – RT Motorsports by SKM Kawasaki | Kawasaki      | Ninja 400     | 7             | Máté Számadó             | 7             |
| Füsport – RT Motorsports by SKM Kawasaki | Kawasaki      | Ninja 400     | 60            | Dirk Geiger              | 1-6, 8        |
| Füsport – RT Motorsports by SKM Kawasaki | Kawasaki      | Ninja 400     | 69            | Troy Alberto             | Todas         |
| 2R Racing                                | Kawasaki      | Ninja 400     | 19            | Víctor Rodríguez         | 1             |
| Arco Motor University Team               | Yamaha        | YZF-R3        | 27            | Álvaro Díaz              | Todas         |
| Arco Motor University Team               | Yamaha        | YZF-R3        | 55            | Unai Calatayud           | 7             |
| Molenaar Racing Team                     | Kawasaki      | Ninja 400     | 4             | Sven Doornenbal          | 2             |
| Molenaar Racing Team                     | Kawasaki      | Ninja 400     | 78            | Thom Molenaar            | 2             |
| Quaresma Racing Team                     | Kawasaki      | Ninja 400     | 79            | Tomás Alonso             | 3, 8          |
| Rame Moto Racing                         | Kawasaki      | Ninja 400     | 16            | Dinis Borges             | 3, 8          |
| VM Racing Team                           | Yamaha        | YZF-R3        | 15            | Alfonso Coppola          | 4             |
| Genius Racing Team                       | Kawasaki      | Ninja 400     | 92            | Filip Feigl              | 5             |
| ESP Solutions Motap Racing Team          | Kawasaki      | Ninja 400     | 48            | Julio Garcia Gonzalez    | 7             |

| Leyenda             | Leyenda |
| ------------------- | ------- |
| Piloto titular      |         |
| Piloto invitado     |         |
| Piloto de reemplazo |         |

- Todos los equipos usan neumáticos Pirelli.

## Resultados
Sistema de puntuación
| Posición | 1º | 2º | 3º | 4º | 5º | 6º | 7º | 8º | 9º | 10º | 11º | 12º | 13º | 14º | 15º |
| Puntos   | 25 | 20 | 16 | 13 | 11 | 10 | 9  | 8  | 7  | 6   | 5   | 4   | 3   | 2   | 1   |

### Campeonato de pilotos
| Pos. | Piloto                   | Moto     | ARA | ARA | ASS | ASS | EST | EST | MIS | MIS | MOS | MOS | MAG | MAG | BAR | BAR | POR | POR | Pts. |
| ---- | ------------------------ | -------- | --- | --- | --- | --- | --- | --- | --- | --- | --- | --- | --- | --- | --- | --- | --- | --- | ---- |
| 1    | Álvaro Díaz              | Yamaha   | 2   | 1   | 11  | 2   | 6   | 26  | 2   | 1   | 3   | 2   | 3   | 2   | 2   | 4   | 7   | 2   | 259  |
| 2    | Victor Steeman           | Kawasaki | 4   | 21  | 1   | 8   | 4   | 6   | 5   | 3   | 15  | 1   | NC  | 1   | 8   | 1   | Ret | DNS | 180  |
| 3    | Hugo De Cancellis        | Kawasaki | 12  | 12  | 5   | 1   | 27  | 7   | 9   | 4   | 2   | 15  | Ret | 4   | 4   | 2   | 2   | 5   | 171  |
| 4    | Marc García              | Yamaha   | 1   | 2   | 6   | 9   | 1   | 5   | 12  | 13  | 1   | 9   | 2   | 20  | 18  | 21  | 10  | 15  | 164  |
| 5    | Samuel Di Sora           | Kawasaki | 14  | 7   | 2   | 7   | 2   | 1   | 3   | Ret | 13  | 4   | 6   | 13  | 14  | 22  | 9   | 9   | 146  |
| 6    | Mirko Gennai             | Yamaha   | 8   | 6   | 3   | 6   | 25  | 3   | Ret | 7   | 14  | Ret | Ret | 5   | 10  | 3   | 5   | 1   | 140  |
| 7    | Yuta Okaya               | Kawasaki | 5   | Ret | 4   | 3   | 3   | 8   | 8   | 2   | 20  | 7   | DNS | DNS | 1   | 13  | DNS | DNS | 129  |
| 8    | Matteo Vannucci          | Yamaha   | 7   | Ret | 7   | 12  | 8   | 14  | 1   | DNS | 5   | 12  | 1   | 16  | 16  | 16  | 6   | 3   | 123  |
| 9    | Lennox Lehmann           | KTM      | 3   | 3   | 8   | 10  | 7   | 12  | Ret | 6   | 11  | 3   | 4   | 14  | 12  | 17  | 15  | 7   | 119  |
| 10   | Iñigo Iglesias           | Kawasaki | 6   | 5   | Ret | 16  | Ret | 2   | 6   | 12  | DNS | DNS | 5   | 10  | Ret | 10  | 4   | Ret | 91   |
| 11   | Dirk Geiger              | Kawasaki | 17  | 13  | Ret | Ret | 10  | 10  | 7   | 5   | Ret | 6   | 16  | 3   |     |     | 1   | 18  | 86   |
| 12   | Bruno Ieraci             | Kawasaki | 10  | 4   | 9   | 4   | 5   | Ret | Ret | 14  | Ret | 18  | Ret | 8   | 9   | 7   | Ret | 10  | 82   |
| 13   | Humberto Maier           | Yamaha   | 18  | Ret | Ret | 15  | 20  | 11  | 17  | 18  | 6   | 14  | 9   | 9   | 5   | 6   | 3   | Ret | 69   |
| 14   | Kevin Sabatucci          | Kawasaki | 15  | 9   | 12  | 14  | 12  | 4   | 24  | 8   | Ret | 8   | Ret | 6   | 13  | 11  | Ret | 13  | 68   |
| 15   | Ruben Bijman             | Kawasaki | Ret | Ret | 10  | Ret | 9   | 9   | 10  | 9   | 19  | Ret |     |     | 11  | 12  | Ret | DNS | 42   |
| 16   | José Luis Pérez Gonzáles | Kawasaki |     |     |     |     |     |     |     |     | 10  | 5   | 8   | 12  | Ret | 5   | Ret | DNS | 40   |
| 17   | Gabriele Mastroluca      | Yamaha   | Ret | 15  | Ret | 5   | 22  | 16  | 16  | 11  | Ret | 20  | 10  | 11  | 6   | 14  |     |     | 40   |
| 18   | Petr Svoboda             | Kawasaki | 19  | 11  | Ret | 17  | 26  | 17  | 11  | Ret | 24  | 11  | 11  | 7   |     |     |     |     | 29   |
| 19   | Daniel Mogeda            | Kawasaki | 21  | 17  | 19  | 20  | 17  | 22  | 20  | 20  | 4   | 13  | 13  | 18  | Ret | 15  | 13  | 11  | 28   |
| 20   | Ton Kawakami             | Yamaha   | 13  | 8   | Ret | DNS |     |     | Ret | Ret | Ret | 10  | 7   | 26  | DNS | DNS |     |     | 26   |
| 21   | Marco Gaggi              | Yamaha   | 9   | 10  | 14  | 19  | 14  | 24  | 15  | Ret | 16  | 21  | DNS | DNS | DNS | DNS | 17  | 8   | 26   |
| 22   | Álex Millán              | Kawasaki | 16  | DNS |     |     | 11  | 15  | 14  | 17  | Ret | Ret | 20  | 17  | 17  | 19  | 12  | 4   | 25   |
| 23   | Julio Garcia Gonzalez    | Kawasaki |     |     |     |     |     |     |     |     |     |     |     |     | 3   | 9   |     |     | 23   |
| 24   | Alfonso Coppola          | Yamaha   |     |     |     |     |     |     | 4   | 10  |     |     |     |     |     |     |     |     | 19   |
| 25   | Enzo Valentim García     | Yamaha   |     |     |     |     | 18  | Ret |     |     |     |     |     |     | 21  | 24  | 8   | 6   | 18   |
| 26   | Aldi Satya Mahendra      | Yamaha   |     |     |     |     |     |     |     |     |     |     |     |     | 7   | 8   |     |     | 17   |
| 27   | Iker García Abella       | Yamaha   | 11  | Ret | 15  | 13  | 21  | 19  | Ret | Ret | 8   | 19  | 21  | Ret | 26  | 16  | 21  | 21  | 17   |
| 28   | Troy Alberto             | Kawasaki | Ret | 20  | 21  | 25  | 23  | 18  | 18  | 15  | 9   | 24  | 12  | 15  | 19  | 23  | Ret | Ret | 13   |
| 29   | Yeray Saiz Márquez       | Kawasaki | 22  | 19  | 16  | 18  | 29  | 23  | 21  | 22  | 12  | 17  | 18  | 22  | 22  | 29  | 11  | 12  | 13   |
| 30   | Harry Khouri             | Kawasaki | Ret | 18  | 13  | Ret | Ret | Ret | Ret | Ret | 7   | Ret | Ret | 19  | Ret | 25  | DNS | DNS | 12   |
| 31   | Alessandro Zanca         | Kawasaki | Ret | 16  | 18  | Ret | 13  | 13  | 13  | Ret | 21  | Ret | 15  | 23  | 15  | 30  | 24  | 20  | 11   |
| 32   | Sylvain Markarian        | Kawasaki | Ret | Ret | 17  | 11  | 19  | Ret | 19  | Ret | DNS | DNS | 17  | Ret | 20  | Ret | 20  | 14  | 7    |
| 33   | Wahyu Nugroho            | Yamaha   |     |     |     |     |     |     |     |     |     |     |     |     |     |     | 14  | DNS | 2    |
| 34   | Máté Számadó             | Kawasaki |     |     |     |     |     |     |     |     |     |     | 14  | 27  | 23  | 27  |     |     | 2    |
| 35   | Fenton Seabright         | Yamaha   | 20  | 14  | 25  | Ret | 16  | Ret | Ret | 19  | 17  | 22  | 19  | 21  | 25  | 20  | 16  | 19  | 2    |
| 36   | Dinis Borges             | Kawasaki |     |     |     |     | 15  | 21  |     |     |     |     |     |     |     |     | 19  | 17  | 1    |
|      | Iaonnis Peristeras       | Yamaha   |     |     | 24  | 21  | 24  | 25  | 23  | 16  | 18  | 23  | 22  | 25  | 24  | 26  | 23  | 16  | 0    |
|      | Filip Feigl              | Kawasaki |     |     |     |     |     |     |     |     | 23  | 16  |     |     |     |     |     |     | 0    |
|      | Devis Bergamini          | Yamaha   |     |     |     |     |     |     |     |     |     |     |     |     |     |     | 22  | Ret | 0    |
|      | Sven Doornenbal          | Kawasaki |     |     | 20  | 22  |     |     |     |     |     |     |     |     |     |     |     |     | 0    |
|      | Tomás Alonso             | Kawasaki |     |     |     |     | Ret | 20  |     |     |     |     |     |     |     |     | 22  | Ret | 0    |
|      | Indy Offer               | Yamaha   | 24  | 22  | 26  | 26  | 28  | 27  | 22  | 21  | 22  | Ret |     |     |     |     |     |     | 0    |
|      | Thom Molenaar            | Kawasaki |     |     | 22  | 23  |     |     |     |     |     |     |     |     |     |     |     |     | 0    |
|      | Davide Conte             | Kawasaki |     |     | 23  | 24  |     |     |     |     |     |     |     |     |     |     |     |     | 0    |
|      | Gasper Hudovernik        | Yamaha   | 23  | Ret |     |     |     |     |     |     |     |     |     |     |     |     |     |     | 0    |
|      | Filippo Rovelli          | Yamaha   |     |     |     |     |     |     |     |     |     |     | Ret | 24  |     |     |     |     | 0    |
|      | Adolfo Delgado           | Yamaha   |     |     |     |     |     |     |     |     |     |     |     |     | 27  | 28  |     |     | 0    |
|      | Unai Calatayud           | Yamaha   |     |     |     |     |     |     |     |     |     |     |     |     | 28  | 31  |     |     | 0    |
|      | Víctor Rodríguez         | Kawasaki | Ret | Ret |     |     |     |     |     |     |     |     |     |     |     |     |     |     | 0    |
|      | Mattia Martella          | Kawasaki |     |     |     |     |     |     | Ret | Ret |     |     |     |     |     |     |     |     | 0    |
|      | Loris Chaidron           | Kawasaki |     |     |     |     |     |     |     |     |     |     | DNS | DNS |     |     |     |     | 0    |
| Pos. | Piloto                   | Moto     | ARA | ARA | ASS | ASS | EST | EST | MIS | MIS | MOS | MOS | MAG | MAG | BAR | BAR | POR | POR | Pts. |

| Color     | Resultado                                                               |
| --------- | ----------------------------------------------------------------------- |
| Oro       | Ganador                                                                 |
| Plata     | 2.ª plaza                                                               |
| Bronce    | 3.ª plaza                                                               |
| Verde     | Finalizó en los puntos                                                  |
| Azul      | Finalizó sin puntos                                                     |
| Azul      | NC - No clasificado                                                     |
| Violeta   | Ret - No terminó (Carrera)                                              |
| Rojo      | DNQ - No se clasificó                                                   |
| Negro     | DSQ - Descalificado                                                     |
| Blanco    | DNS - No empezó (carrera)                                               |
| Blanco    | WD - Retirado (fin de semana)                                           |
| Blanco    | C - Carrera cancelada                                                   |
| Sin color | DNP - Inscrito pero no participó                                        |
| Sin color | INJ - Lesionado                                                         |
| Sin color | EX - Excluido                                                           |
| Estado    | Resultado                                                               |
| Negrita   | Pole position                                                           |
| Cursiva   | Vuelta rápida                                                           |
| †         | Abandona, pero clasifica al completar el porcentaje requerido para ello |

### Campeonato de constructores
| Pos. | Constructor | ARA | ARA | ASS | ASS | EST | EST | MIS | MIS | MOS | MOS | MAG | MAG | BAR | BAR | POR | POR | Pts. |
| ---- | ----------- | --- | --- | --- | --- | --- | --- | --- | --- | --- | --- | --- | --- | --- | --- | --- | --- | ---- |
| 1    | Yamaha      | 1   | 1   | 3   | 2   | 1   | 3   | 1   | 1   | 1   | 2   | 1   | 2   | 2   | 3   | 3   | 1   | 344  |
| 2    | Kawasaki    | 4   | 4   | 1   | 1   | 2   | 1   | 3   | 2   | 2   | 1   | 5   | 1   | 1   | 1   | 1   | 4   | 326  |
| 3    | KTM         | 3   | 3   | 8   | 10  | 7   | 12  | Ret | 6   | 11  | 3   | 4   | 14  | 12  | 17  | 15  | 6   | 119  |
| Pos. | Constructor | ARA | ARA | ASS | ASS | EST | EST | MIS | MIS | MOS | MOS | MAG | MAG | BAR | BAR | POR | POR | Pts. |